# Droga wojewódzka nr 489
Droga wojewódzka nr 489 (DW489) – droga wojewódzka w powiecie nyskim, w województwie opolskim, łącząca drogę krajową 46 w miejscowości Głębinów z miejscowością Niwnica i drogą krajową nr 41. Droga została wyznaczona w miejscu dawnych odcinków dróg krajowych nr 46 i 41, po wybudowaniu obwodnicy Nysy, 6 października 2017 r.
Miejscowości leżące przy trasie DW489
- Głębinów
- Nysa
- Niwnica